# Sophia Hayden

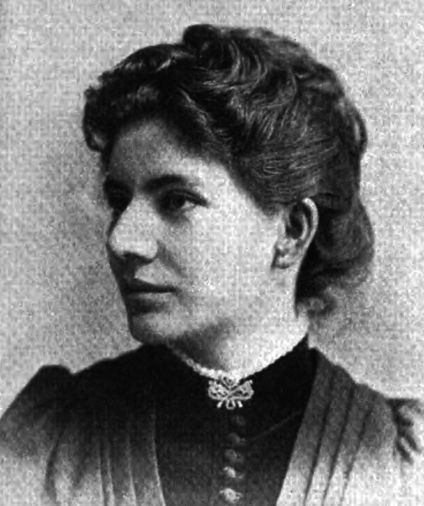
Sophia Hayden 1892

Sophia Gregoria Hayden (* 17. Oktober 1868 in Santiago de Chile; † 3. Februar 1953 in Winthrop, Massachusetts, USA) war eine US-amerikanische Architektin und die erste Frau, die den vierjährigen Studiengang in Architektur des Massachusetts Institute of Technology absolvierte.

## Leben
Sophia Hayden wurde 1868 in Santiago in Chile geboren. Ihre Mutter Elezena Fernandez stammte aus Chile und ihr Vater George Henry Hayden war ein nordamerikanischer Zahnarzt aus Boston. Hayden hatte eine Schwester und zwei Brüder. Im Alter von sechs Jahren wurde sie zu ihren Großeltern väterlicherseits in den Bostoner Stadtteil Jamaica Plain geschickt und besuchte dort die Hillside-Schule. Während sie 1883 bis 1886 die West Roxbury High School besuchte, begann sie sich für Architektur zu interessieren. Nach ihrem Abschluss zog ihre Familie nach Richmond (Virginia), aber Sophia Hayden ging zurück nach Boston ans College. Hayden machte 1890 ihren Bachelor-Abschluss in Architektur am MIT mit Auszeichnung.

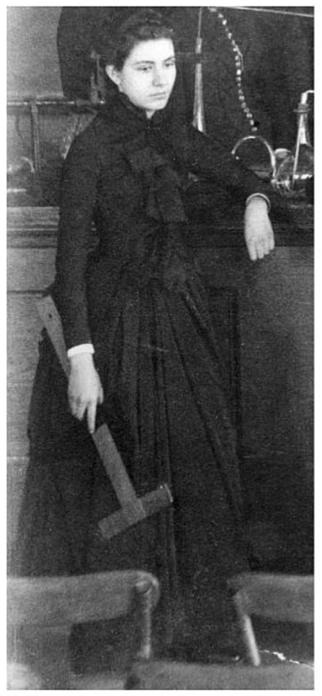
Ein 1888 aufgenommenes Foto von Sophia Hayden während ihres Architekturstudiums am MIT

### Ausbildung
Hayden teilte sich im Studium einen Zeichenraum mit Lois Howe, einer weiteren Architekturstudentin des MIT. Haydens Arbeit wurde beeinflusst von dem MIT-Professor Eugène Létang.
Nach dem Ende ihres Studiums fiel es Hayden zunächst schwer, eine Einstiegsstelle als Architektin zu finden. Darum akzeptierte sie eine Stelle als Lehrerin für Technisches Zeichnen an einer High School in Boston.

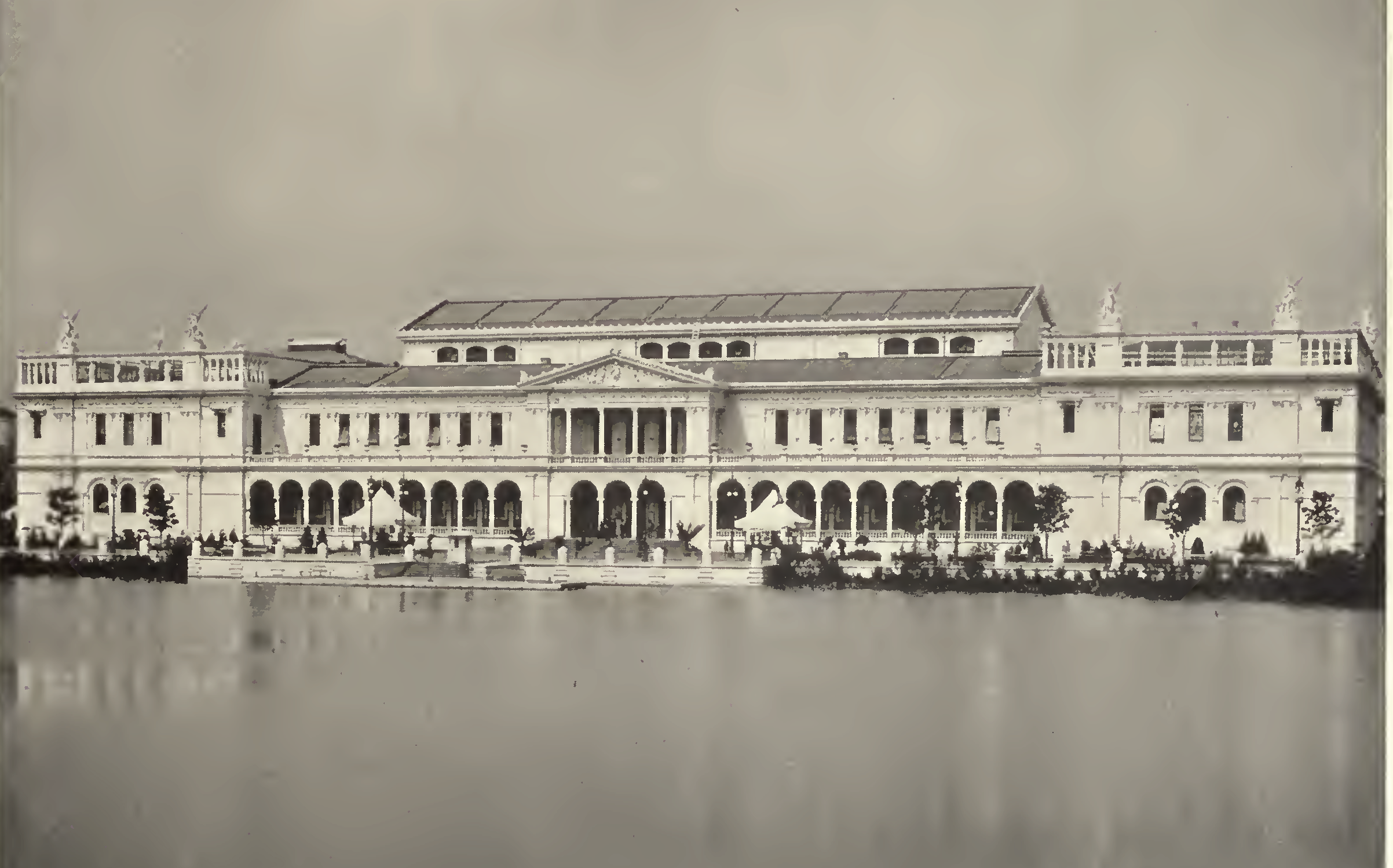
Woman’s Building. World’s Columbian Exposition (1892: Chicago, Ill.).

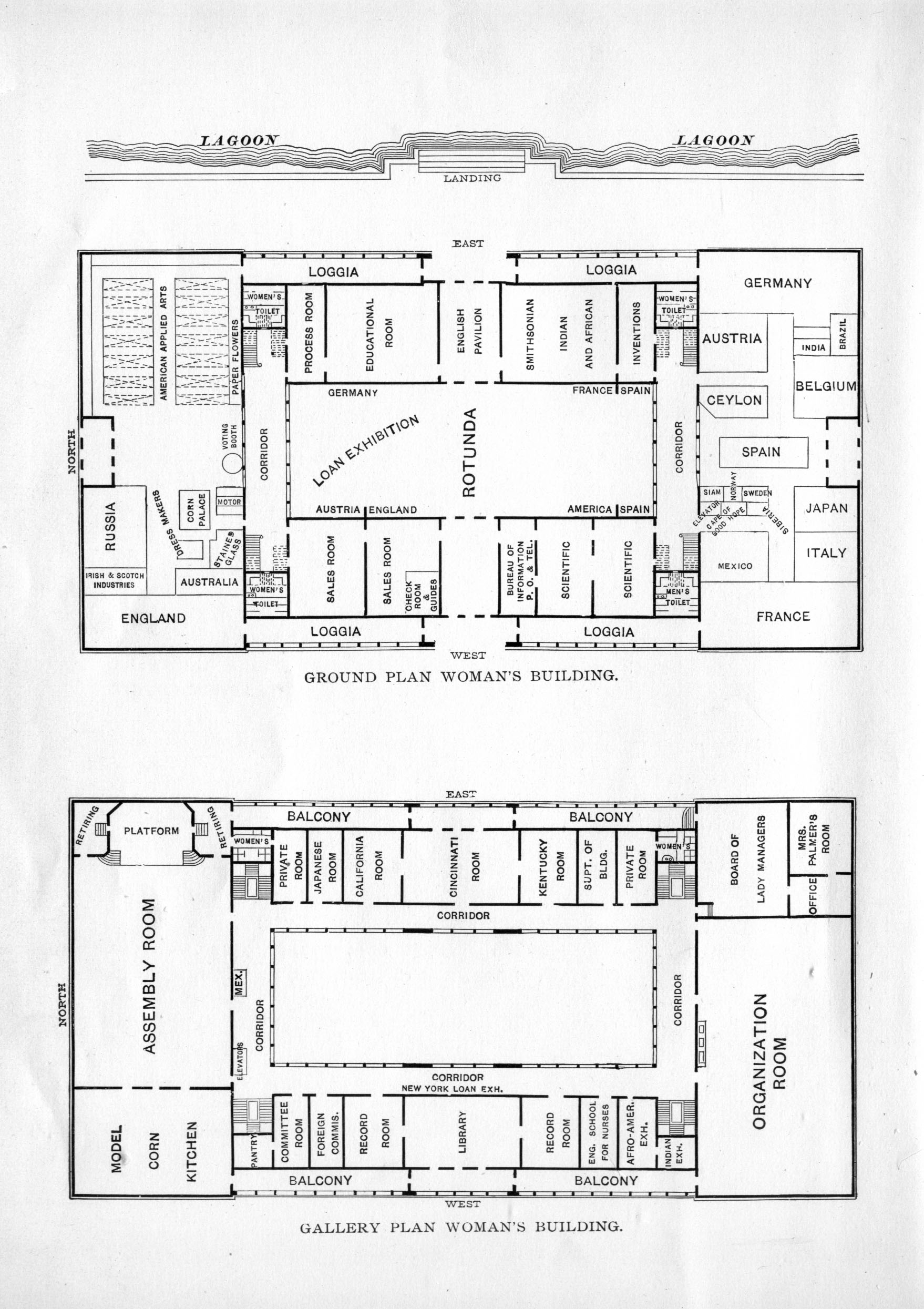
Grundriss und Galerieplan des Woman’s Building

### Beruf

#### World’s Columbian Exposition
Sophia Hayden ist am bekanntesten dafür, dass sie im Alter von 21 Jahren das sogenannte Woman’s Building auf der World’s Columbian Exposition von 1893 entworfen hat.
Das Woman’s Building-Projekt war das Ergebnis des zu seiner Zeit landesweit berühmtesten Entwurfs-Wettbewerbs für Architektinnen. Sophia Haydens Entwurf basierte auf ihrer Abschlussarbeit Renaissance Museum of Fine Arts, einer zweistöckigen Konstruktion mit Pavillons im Zentrum und an den Enden, mehreren Bögen, Terrassen mit Säulen und weiteren klassischen Zügen, die ihre Ausbildung in der Beaux-Arts-Architektur widerspiegelten. Das Gebäude wurde zu einer Kontroverse, weil sich viele Frauen weigerten, ihre Arbeiten in einem separaten Gebäude auszustellen.
Haydens Beitrag gewann den ersten Preis bei insgesamt dreizehn Einsendungen ausgebildeter Architektinnen. Sie erhielt 1000 US-Dollar für den Entwurf zu einer Zeit, in der männliche Architekten für ähnliche Konstruktionen drei- bis zehnmal so viel verdienten. Während der Bauarbeiten wurden Haydens Entwurfsprinzipien permanent durch Veränderungen beeinträchtigt, nach denen Bertha Palmer und das Baukomitee verlangten. Dies führte dazu, dass Palmer Hayden schließlich aus dem Projekt entließ. Hayden erschien bei der Eröffnungsfeier und erhielt öffentliche Unterstützung durch Kollegen aus dem Architekturbetrieb.
Ihre Frustration wurde schließlich als Beispiel dafür interpretiert, dass Frauen nicht in der Lage seien, Bauarbeiten zu beaufsichtigen. Dabei sympathisierten viele Architekten mit ihrer Position und verteidigten sie. Am Ende erhielt Haydens Gebäude einen Preis für „Feingefühl für Stil, künstlerischen Geschmack und Freundlichkeit und Eleganz des Innenbereichs“. Innerhalb von ein oder zwei Jahren wurden alle Gebäude der Weltausstellung wieder zerstört. Vermutlich aufgrund der Art und Weise, in der sie behandelt worden war, entschied Sophia Hayden, sich zurückzuziehen, und arbeitete später nicht mehr als Architektin.

#### Ruhestand
Im Jahr 1900 heiratete Hayden den Porträtmaler und späteren Innendesigner William Blackstone Bennett in Winthrop, Massachusetts. Bennett brachte eine Tochter aus einer früheren Ehe, das Paar hatte keine eigenen Kinder und William Bennett starb bereits im Jahr 1909.
Obwohl Sophia Hayden 1894 ein Denkmal für das US-amerikanische Woman’s club movement entworfen hatte, wurde dieses nie gebaut. Sie arbeitete weiter als Künstlerin und lebte ein ruhiges Leben in Winthrop. Sophia Hayden starb 1953 im Winthrop Convalescent Nursing Home an einer Lungenentzündung.

## In der Popkultur
- Hayden wird erwähnt in Erik Larsons Roman The Devil in the White City von 2003.
- Hayden hat einen Auftritt in der elften Folge der ersten Staffel der Fernsehserie Timeless (2017), obwohl sie nicht namentlich erwähnt wird und nicht im Hotel von H. H. Holmes übernachtete.

## Veröffentlichungen
- Sophia Hayden: Abstract of Thesis: Sophia G. Hayden. In: Technology Architectural Review. Band 3, Nr. 3. Massachusetts Institute of Technology. Department of Architecture; Massachusetts Institute of Technology. Architectural Society, 13. September 1890, S. 28, Abbildung XXIV, Abb. XXV (englisch, Online bei MIT Libraries [PDF; abgerufen am 22. Januar 2019]).
- Sophia Hayden: The Woman’s Building. In: A Week at the Fair. Rand McNally & Co, 1893, S. 180 (englisch, archiviert bei archive.org [PDF; abgerufen am 22. Januar 2019]).